# Маттео Політано
Маттео Політано (італ. Matteo Politano, нар. 3 серпня 1993, Рим) — італійський футболіст, нападник клубу «Наполі» і національної збірної Італії.

## Клубна кар'єра
Народився 3 серпня 1993 року в Римі. Вихованець футбольної школи клубу «Рома».
У дорослому футболі дебютував 2012 року виступами на умовах оренди за команду клубу «Перуджа», в якій провів один сезон, взявши участь у 28 матчах у третьому італійському дивізіоні.
Привернувши увагу представників тренерського штабу «Пескари» з Серії B, влітку 2013 року молодий нападник приєднався  до складу цієї команди, в якій провів два сезони.
2015 року уклав контракт з представником Серії A клубом «Сассуоло», у складі якого провів наступні три роки своєї кар'єри гравця. Був гравцем основного складу, хоча особливою результативністю зазвичай не відрізнявся, але в сезоні 2017/18 нарешті значно покращив свою ефективність, ставши найкращим бомбардиром команди з 10-ма голами у 36 іграх чемпіонату.
30 червня 2018 року перейшов на умовах оренди з правом викупу до міланського «Інтернаціонале». Під час сезону 2018/19 став лідером серед польових гравців команди за кількістю проведених матчів (48). Після цього 19 червня 2020 року клуб скористався правом викупу гравця. Утім з приходом на тренерський місток міланської команди Антоніо Конте і зміною її тактичної побудови Політано втратив місце в «основі».
28 січня 2020 року перейшов до складу «Наполі» на умовах дворічної оренди з обов'язковим подальшим викупом.

## Виступи за збірні
2011 року дебютував у складі юнацької збірної Італії, взяв участь у 3 іграх на юнацькому рівні.
Протягом 2012–2013 років залучався до складу молодіжної збірної Італії. На молодіжному рівні зіграв у 9 офіційних матчах, забив 3 голи.
У серпні 2018 року дебютував в офіційних матчах у складі національної збірної Італії. А вже у своїй наступній грі за національну команду відкрив лік голам, забитим у її формі, — вийшовши на заміну на останні п'ять хвилин товариського матчу проти США, встиг відзначитися єдиним голом у грі, принісши таким чином італійцям перемогу з рахунком 1:0.

## Статистика виступів

### Статистика клубних виступів
Станом на 8 серпня 2020 року
| Сезон                      | Команда                    | Чемпіонат                  | Чемпіонат | Чемпіонат | Національний кубок | Національний кубок | Національний кубок | Континентальні кубки | Континентальні кубки | Континентальні кубки | Інші змагання | Інші змагання | Інші змагання | Усього | Усього |
| Сезон                      | Команда                    | Ліга                       | Ігор      | Голів     | Ліга               | Ігор               | Голів              | Ліга                 | Ігор                 | Голів                | Ліга          | Ігор          | Голів         | Ігор   | Голів  |
| -------------------------- | -------------------------- | -------------------------- | --------- | --------- | ------------------ | ------------------ | ------------------ | -------------------- | -------------------- | -------------------- | ------------- | ------------- | ------------- | ------ | ------ |
| 2012–13                    | «Перуджа»                  | ЛП1                        | ?2        | 8+0       | КІ+КІ-ЛП           | 3+2                | 0+2                | -                    | -                    | -                    | -             | -             | -             | 35     | 10     |
| 2013–14                    | «Пескара»                  | B                          | 31        | 6         | КІ                 | 1                  | 0                  | -                    | -                    | -                    | -             | -             | -             | 32     | 6      |
| 2014–15                    | «Пескара»                  | B                          | 41+5      | 5+1       | КІ                 | 3                  | 0                  | -                    | -                    | -                    | -             | -             | -             | 49     | 6      |
| Усього за «Пескару»        | Усього за «Пескару»        | Усього за «Пескару»        | 72+5      | 11+1      |                    | 4                  | 0                  |                      | -                    | -                    |               | -             | -             | 81     | 12     |
| 2015–16                    | «Сассуоло»                 | A                          | 28        | 5         | КІ                 | 1                  | 0                  | -                    | -                    | -                    | -             | -             | -             | 29     | 5      |
| 2016–17                    | «Сассуоло»                 | A                          | 32        | 5         | КІ                 | 1                  | 0                  | ЛЄ                   | 9                    | 3                    | -             | -             | -             | 42     | 8      |
| 2017–18                    | «Сассуоло»                 | A                          | 36        | 10        | КІ                 | 3                  | 1                  | -                    | -                    | -                    | -             | -             | -             | 39     | 11     |
| Усього за «Сассуоло»       | Усього за «Сассуоло»       | Усього за «Сассуоло»       | 96        | 20        |                    | 5                  | 1                  |                      | 9                    | 3                    |               | -             | -             | 110    | 24     |
| 2018–19                    | «Інтернаціонале»           | A                          | 36        | 5         | КІ                 | 2                  | 0                  | ЛЧ+ЛЄ                | 6+4                  | 0+1                  | -             | -             | -             | 48     | 6      |
| 2019-січ. 2020             | «Інтернаціонале»           | A                          | 11        | 0         | КІ                 | 0                  | 0                  | ЛЧ                   | 4                    | 0                    | -             | -             | -             | 15     | 0      |
| Усього за «Інтернаціонале» | Усього за «Інтернаціонале» | Усього за «Інтернаціонале» | 47        | 5         |                    | 2                  | 0                  |                      | 14                   | 1                    |               | -             | -             | 63     | 6      |
| січ.-серп. 2020            | «Наполі»                   | A                          | 15        | 2         | КІ                 | 3                  | 0                  | ЛЧ                   | 2                    | 0                    | -             | -             | -             | 20     | 2      |
| Усього за кар'єру          | Усього за кар'єру          | Усього за кар'єру          | 258+7     | 46+1      |                    | 19                 | 3                  |                      | 25                   | 4                    |               | -             | -             | 309    | 54     |

### Статистика виступів за збірну
Станом на 15 грудня 2018 року
| Дата       | Місто        | Господарі | Результат | Гості             | Турнір            | Голи | Примітки |
| ---------- | ------------ | --------- | --------- | ----------------- | ----------------- | ---- | -------- |
| 28-5-2018  | Санкт-Галлен | Італія    | 2 – 1     | Саудівська Аравія | товариський матч  | -    | 73'      |
| 20-11-2018 | Генк         | Італія    | 1 – 0     | США               | товариський матч  | 1    | 86'      |
| 26-3-2019  | Парма        | Італія    | 6 – 0     | Ліхтенштейн       | Відбір до ЧЄ 2020 | -    |          |
| Усього     |              | Матчів    | 3         |                   | Голів             | 1    |          |

| Дата       | Місто             | Господарі  | Результат | Гості             | Турнір                             | Голи | Примітки |
| ---------- | ----------------- | ---------- | --------- | ----------------- | ---------------------------------- | ---- | -------- |
| 14-8-2013  | Сенець            | Словаччина | 1 – 4     | Італія            | Товариський матч                   | -    | 63'      |
| 14-11-2013 | Реджо-нель-Емілія | Італія     | 3 – 0     | Північна Ірландія | Кваліфікація молодіжного Євро-2015 | -    | 54'      |
| Усього     |                   | Матчів     | 2         |                   | Голів                              | 0    |          |

## Титули і досягнення
- Чемпіон Італії (2):

«Наполі»: 2022-23, 2024-25
- Володар Кубка Італії (1):

«Наполі»: 2019-20